# Géraldine Pelzer-Salandra
 (mars 2024).
Si vous disposez d'ouvrages ou d'articles de référence ou si vous connaissez des sites web de qualité traitant du thème abordé ici, merci de compléter l'article en donnant les références utiles à sa vérifiabilité et en les liant à la section « Notes et références ».
Pour les articles homonymes, voir Pelzer.
Géraldine Pelzer-Salandra est une femme politique belge née à Santomenna (Italie) le 11 octobre 1957.
Elle est élue à la Chambre des représentants le 13 juin 1999 en tant que députée Ecolo de la circonscription électorale de Verviers. Elle siège jusqu'au 10 avril 2003, date de la fin de la 50e législature de la Chambre.